# Oedostethus yamamotoi
Oedostethus yamamotoi is een keversoort uit de familie kniptorren (Elateridae). De wetenschappelijke naam van de soort is voor het eerst geldig gepubliceerd in 1976 door Kishii.